# Heavy Horses
Heavy Horses (с англ. — «Тяжеловозы») — одиннадцатый студийный альбом британской рок-группы Jethro Tull. Вместе с альбомами Songs from the Wood и Stormwatch образует тройку альбомов с фолк-роковым звучанием. Выпущен в 1978 году, запись производилась на Maison Rouge Studio, Фулем, Лондон.

## Об альбоме
На обложке альбома имеется посвящение Иэна Андерсона:

«Этот альбом посвящён хайлендской, уэльской горной, шетландской породам, феллам, дейлсам, кливлендской породе и другим местным рабочим пони и лошадям Великобритании, которые, какова бы ни была их стать, могут в самом деле считать себя Ломовыми Лошадьми, а также Люпусу, Фёру, Тиггеру и Мистлетоу, и, конечно, Шоне и юному Мастеру Джеймсу»
В большинстве композиций речь идёт о различных животных. Выделяются заглавная «Heavy Horses» — пеан ломовым лошадям и «Moths» о мотыльках.
Во время сессии были записаны ещё две композиции — «Beltane» и «Living In These Hard Times», в альбом они не вошли, но в 1988 году были изданы на бокс-сете 20 Years of Jethro Tull.

## Список композиций
Все композиции написаны Иэном Андерсоном.
1. «…And the Mouse Police Never Sleeps» — 3:14
2. «Acres Wild» — 3:25
3. «No Lullaby» — 7:55
4. «Moths» — 3:27
5. «Journeyman» — 3:57
6. «Rover» — 4:16
7. «One Brown Mouse» — 3:23
8. «Heavy Horses» — 8:59
9. «Weathercock» — 4:02

### Бонус-треки
В 2003 году на ремастированном CD-издании были добавлены бонус-треки, взятые с 20 Years of Jethro Tull и Nightcap:
1. «Living in These Hard Times» — 3:09
2. «Broadford Bazaar» — 3:38

## Участники записи
- Иэн Андерсон — вокал, флейта, акустическая гитара, изредка электрогитара, мандолина;
- Мартин Барр (Martin Barre) — электрогитара;
- Джон Эван (John Evan) — фортепиано, орган;
- Бэримор Барлоу (Barriemore Barlow) — ударные, перкуссия;
- Джон Гласкок (John Glascock) — бас-гитара;
- Дэвид Палмер (David Palmer) — портативный орган, синтезаторы, оркестровая аранжировка.

Приглашенный музыкант:
- Дэрил Вэй (Darryl Way) — скрипка на «Acres Wild» и «Heavy Horses».

Инженер звукозаписи — Робин Блэк (Robin Black)